# Rudolf Jan z Morzinu
Rudolf Jan svobodný pán, po roce 1636 hrabě z Morzinu též z Marzinu (německy Rudolph Johann von Marzin, nebo Rudolph von Marazin, někdy také italsky jako Rodolfo Giovanni Marazzino, * 1585 nebo 1600 – 1648 nebo 1646, Praha) byl český šlechtic ze starého, původně severoitalského, hraběcího rodu Morzinů. Působil jako generál a polní maršál ve službách saského kurfiřta.

## Život a kariéra

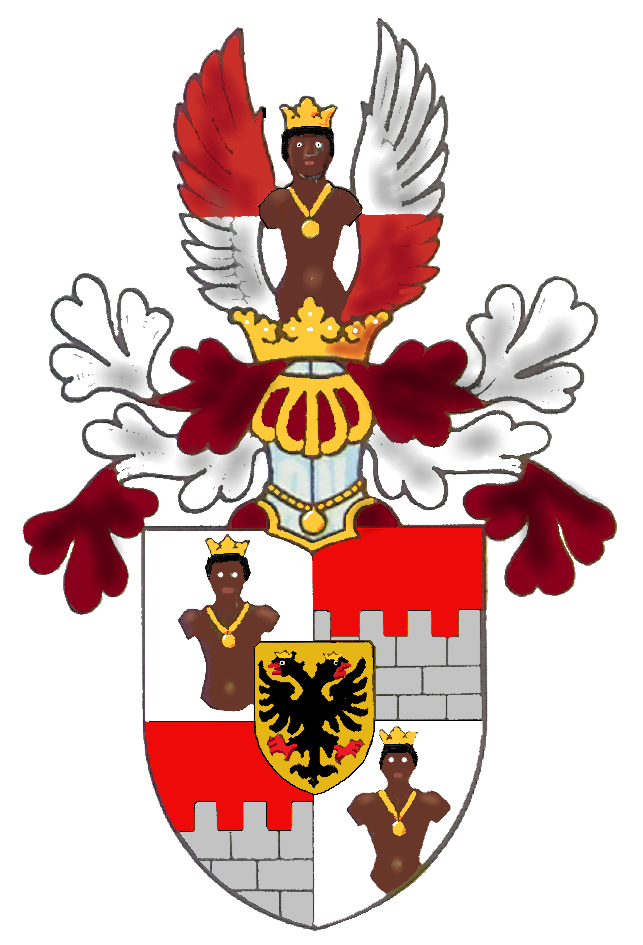
Erb hrabat Morzinů

Pocházel z Čech, narodil se jako syn Blažeje z Morzinu a jeho manželky Jeronýmy Althannové hraběnky ze Salwarolu. Měl bratry Pavla z Morzinu († 1688), s nímž byl v roce 1632 povýšen do stavu svobodných pánů a v roce 1636 do stavu říšských hrabat. Pavel vlastnil panství Vrchlabí, Lomnici nad Popelkou a Křinec. Měli ještě dva mladší bratry Laelia a Martia, kteří prosluli smělostí a padli v boji ve španělské válce.
Rudolf Jan působil nejprve ve službách polského krále Zikmunda III., poté sloužil v moskevském knížectví a nakonec ve službách císaře Ferdinanda II.
V roce 1631 během třicetileté války se stal velitelem Nového Braniboru, po obléhání však musel vydat město Švédům. V září 1631 bojoval v bitvě u Breitenfeldu a vedl pluk pod velením Albrechta z Valdštejna do Čech, aby zde doplnil zásoby. Poté postavil vojsko o síle 3000 mužů, aby potlačil vzbouřené sedláky v Horních Rakousích. Poté po boku Valdštejna bojoval v bitvě u Lützenu, odkud táhl dále na Svídnici.
1633 se stal generálvachmistrem a 13. října téhož roku ve Stínavě obklíčil sbor hraběte Jindřicha z Thurnu a jeho podplukovníka Duvala. V roce 1634 bojoval ve Falcku proti Švédům a účastnil se také obléhání Řezna a jeho podíl na vítězství u Nördlingenu byl natolik významný, že si jeho statečnosti všiml sám císař a poslal Morzinovi děkovný dopis. Poté byl Morzin ve Slezsku povýšen na generála-polního zbrojmistra.
V téže době jej však neustále pronásledoval švédský maršál Johan Banér. 2. prosince 1635 Morzin dobyl Havelberg a dále po šestitýdenním obléhání Stargard v Pomořanech osvobodil Švédy obléhaný Gartz. Jelikož však Švédové získali posily, musel se Rudolf z Pomořan stáhnout. Táhl nejprve do Hořova a odtud dále do Slezska, přičemž jej pronásledoval také švédský generál Wrangel.
Morzin se spojil s oddíly saského kurfiřta a Melchiora z Hatzfeldu, a roku 1636 se opět vydal do Pomořan. V bitvě u Wittstocku 24. září 1636 utrpěl porážku a po zranění hlavy přišel o oko.
Od roku 1637 pronásledoval Banéra v Pomořansku. V roce 1638 byl jmenován polním maršálem v Saském kurfiřtství. Spojil své síly s císařskými aby mohl Švédy pronásledovat do Meklenburska, zde však utrpěl velké škody při náhlém švédském útoku u Dömitze, což překazilo jeho plány.
V následujícím roce byl povolán do Vídně, kde byl jmenován válečným radou a komorníkem a podílel se na hlavních strategických rozhodnutích.
Později se vrátil do Saska, kde se spojil s císařskými oddíly generála Jana Kryštofa z Puchheimu a pokusil se osvobodit Švédy obležený Freiberg. Byli však poraženi Švédy pod velením maršála Banéra v bitvě u Saské Kamenice a Puchheim navíc padl do zajetí. Po této porážce byla důvěryhodnost Rudolfa Morzina v Sasku natolik poškozena, že byl ze své funkce propuštěn.
Následně odjel do Čech a žil střídavě v Praze a na svých panstvích. Zemřel v Praze roku 1648.

### Manželství
Rudolf z Morzinu byl ženat se Sabinou Sylvií Vřesovcovou svobodnou paní z Vřesovic, ovodovělou hraběnkou Hrzánovou z Harasova, toto manželství však zůstalo bezdětné. Vrchlabské panství po jeho smrti převzal bratr Pavel, který je spojil se svými majetky a vytvořil rodový fideikomis.